# Секію (Вашингтон)
Секію (англ. Sekiu) — переписна місцевість (CDP) в США, в окрузі Клеллам штату Вашингтон. Населення — 24 особи (2020).

## Географія
Секію розташований за координатами 48°15′51″ пн. ш. 124°18′5″ зх. д. / 48.26417° пн. ш. 124.30139° зх. д. (48.264054, -124.301458).  За даними Бюро перепису населення США в 2010 році переписна місцевість мала площу 0,33 км², уся площа — суходіл.

### Клімат
Місто знаходиться у зоні, котра характеризується морським кліматом. Найтепліший місяць — серпень із середньою температурою 16.1 °C (61 °F). Найхолодніший місяць — січень, із середньою температурою 3.9 °С (39.1 °F).
| Клімат Секію            | Клімат Секію | Клімат Секію | Клімат Секію | Клімат Секію | Клімат Секію | Клімат Секію | Клімат Секію | Клімат Секію | Клімат Секію | Клімат Секію | Клімат Секію | Клімат Секію | Клімат Секію |
| Показник                | Січ.         | Лют.         | Бер.         | Квіт.        | Трав.        | Черв.        | Лип.         | Серп.        | Вер.         | Жовт.        | Лист.        | Груд.        | Рік          |
| Абсолютний максимум, °C | 19,4         | 23,9         | 26,1         | 29,4         | 35,6         | 36,7         | 38,3         | 38,9         | 37,8         | 31,1         | 22,8         | 18,3         | 38,9         |
| Середній максимум, °C   | 7,2          | 9,3          | 10,9         | 13,8         | 17,2         | 19,4         | 22           | 22,5         | 20,7         | 15,7         | 10,4         | 7,5          | 14,7         |
| Середня температура, °C | 3,9          | 5,2          | 6,4          | 8,4          | 11,4         | 13,7         | 15,8         | 16,1         | 14,4         | 10,7         | 6,7          | 4,4          | 9,8          |
| Середній мінімум, °C    | 0,8          | 1,2          | 1,8          | 3,1          | 5,6          | 8            | 9,6          | 9,8          | 8,2          | 5,7          | 2,9          | 1,3          | 4,8          |
| Абсолютний мінімум, °C  | −16,1        | −13,3        | −11,1        | −6,1         | −3,9         | −1,1         | 1,1          | 1,1          | −4,4         | −6,1         | −13,3        | −16,1        | −16,1        |
| Норма опадів, мм        | 451          | 346          | 326          | 217          | 133          | 88           | 58           | 63           | 122          | 297          | 415          | 475          | 2992         |
| Днів з опадами          | 22           | 19           | 21           | 18           | 15           | 13           | 9            | 10           | 12           | 18           | 22           | 23           | 202          |
| Днів зі снігом          | 1,5          | 1,2          | 0,7          | 0,1          | 0            | 0            | 0            | 0            | 0            | 0            | 0,6          | 1,1          | 5,2          |
| ----------------------- | ------------ | ------------ | ------------ | ------------ | ------------ | ------------ | ------------ | ------------ | ------------ | ------------ | ------------ | ------------ | ------------ |
| Джерело: Weatherbase    |              |              |              |              |              |              |              |              |              |              |              |              |              |

## Демографія
Згідно з переписом 2010 року, у переписній місцевості мешкало 27 осіб у 13 домогосподарствах у складі 9 родин. Густота населення становила 81 особа/км².  Було 29 помешкань (87/км²).
Расовий склад населення:
| - 100,0 % — білих |

До двох чи більше рас належало 0,0 %. Частка іспаномовних становила 3,7 % від усіх жителів.
За віковим діапазоном населення розподілялося таким чином: 7,4 % — особи молодші 18 років, 74,1 % — особи у віці 18—64 років, 18,5 % — особи у віці 65 років та старші. Медіана віку мешканця становила 54,5 року. На 100 осіб жіночої статі у переписній місцевості припадало 107,7 чоловіків;  на 100 жінок у віці від 18 років та старших — 108,3 чоловіків також старших 18 років.
Цивільне працевлаштоване населення становило 35 осіб. Основні галузі зайнятості: освіта, охорона здоров'я та соціальна допомога — 100,0 %.